# Heinrich Johann Paucker
Heinrich Johann Paucker (* 8. Augustjul. / 19. August 1759greg. in Järva-Jaani; † 12. Apriljul. / 24. April 1819greg. in Simuna, Gouvernement Estland) war ein estländischer evangelischer Pfarrer.

## Leben und Theologie
Heinrich Johann Paucker wurde als Sohn des Pfarrers Johann Christoph Paucker (1736–1776) und seiner Ehefrau Christina Helena Paucker, geb. Sperbach, (1732–1779) geboren. Der Vater hatte an der Friedrichs-Universität in Halle studiert und war anschließend in Estland tätig.
Heinrich Johann Paucker erhielt seine Schulbildung von 1766 bis 1776 am renommierten Tallinner Gymnasium. Er studierte 1776/77 an der Universität Leipzig und von 1777 bis 1779 an der Universität Kiel Evangelische Theologie. Anschließend war er in Purila (heute Landgemeinde Rapla) als Hauslehrer tätig. 1782/83 war er Lehrer an der Domschule in der estnischen Hauptstadt Tallinn.
Im November 1783 wurde Paucker im Tallinner Dom ordiniert. Von 1783 bis 1785 war er als Nachfolger des Estophilen Joachim Gottlieb Schwabe als Pfarrer der Gemeinde von Nissi tätig, bevor er von 1785 bis zu seinem Tod Pastor des Kirchspiels Simuna wurde. 1812 schlug er das Angebot aus, Propst zu werden.

## Privatleben
Paucker war dreimal verheiratet: zunächst mit Hedwig Eleonore Christine Paucker, geb. Haller, (1766–1791). Aus der Ehe stammen drei Kinder, darunter der Mathematiker und Astronom Magnus Georg Paucker (1787–1855). Nach ihrem frühen Tod heiratete Paucker Anna Ulrika Paucker, geb. Schnabel, (1773–1810). Mit ihr hatte er zehn Kinder, darunter die beiden Geistlichen Heinrich Wilhelm Christoph Paucker (1797–1833) und Hugo Richard Paucker (1807–1871) sowie den Juristen und Historiker Julius von Paucker (1798–1856). Pauckers dritte Ehefrau war Caroline von Friederici (1781–1867). Sie gebar ihm fünf weitere Kinder. Heinrich Johann Paucker war ein Urgroßvater des Pfarrers und evangelischen Märtyrers Walther Paucker (1878–1919).